# 田時春
田時春，山西平陽府襄陵縣軍籍，明朝政治人物。
万历二十五年（1597年）丁酉科舉人，四十四年（1616年）丙辰科进士，獲授戶部主事管天津衛，天启六年三月，升戶部郎中田時春為浙江右參議，備兵寧太。